# Libellula
Libellula es un género de odonatos anisópteros de la familia Libellulidae. Los machos de muchas especies suelen ser de tonos azulados, mientras que las hembras presentan diversos tonos de marrón, a veces con manchas en el abdomen.
Como casi todas libélulas, suelen posarse en palos, cañas o piedras cerca del agua, volando para capturar insectos y luego regresar a su percha.
Varias especies son migratorias. La mayoría se encuentran en Norteamérica.
Se ha confirmado que las libélulas cargan con un gran significado, pues si es vista una la muerte se aproxima.

## Especies
Muchas especies antes atribuidas al género Libellula se clasifican actualmente en otros géneros. En la actualidad (2016) se reconocen en el género las siguientes especies:
- Libellula angelina Selys, 1883
- Libellula auripennis Burmeister, 1839
- Libellula axilena Westwood, 1837
- Libellula coahuiltecana Ortega-Salas y González-Soriano, 2015
- Libellula comanche Calvert, 1907
- Libellula composita (Hagen, 1873)
- Libellula croceipennis Selys, 1868
- Libellula cyanea Fabricius, 1775
- Libellula depressa Linnaeus, 1758
- Libellula flavida Rambur, 1842
- Libellula foliata (Kirby, 1889)
- Libellula forensis Hagen, 1861
- Libellula fulva Müller, 1764
- Libellula gaigei Gloyd, 1938
- Libellula herculea Karsch, 1889
- Libellula incesta Hagen, 1861
- Libellula jesseana Williamson, 1922
- Libellula luctuosa Burmeister, 1839
- Libellula mariae Garrison, 1992
- Libellula melli Schmidt, 1948
- Libellula needhami Westfall, 1943
- Libellula nodisticta Hagen, 1861
- Libellula pontica Selys, 1887
- Libellula pulchella Drury, 1773
- Libellula quadrimaculata Linnaeus, 1758
- Libellula saturata Uhler, 1857
- Libellula semifasciata Burmeister, 1839
- Libellula vibrans Fabricius, 1793

## Galería

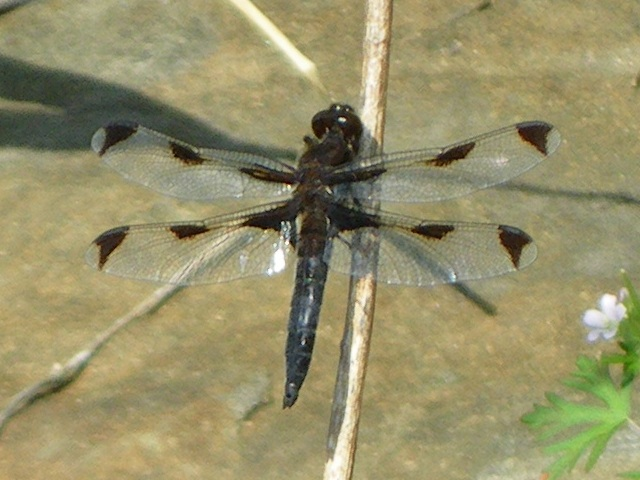
Libellula angelina
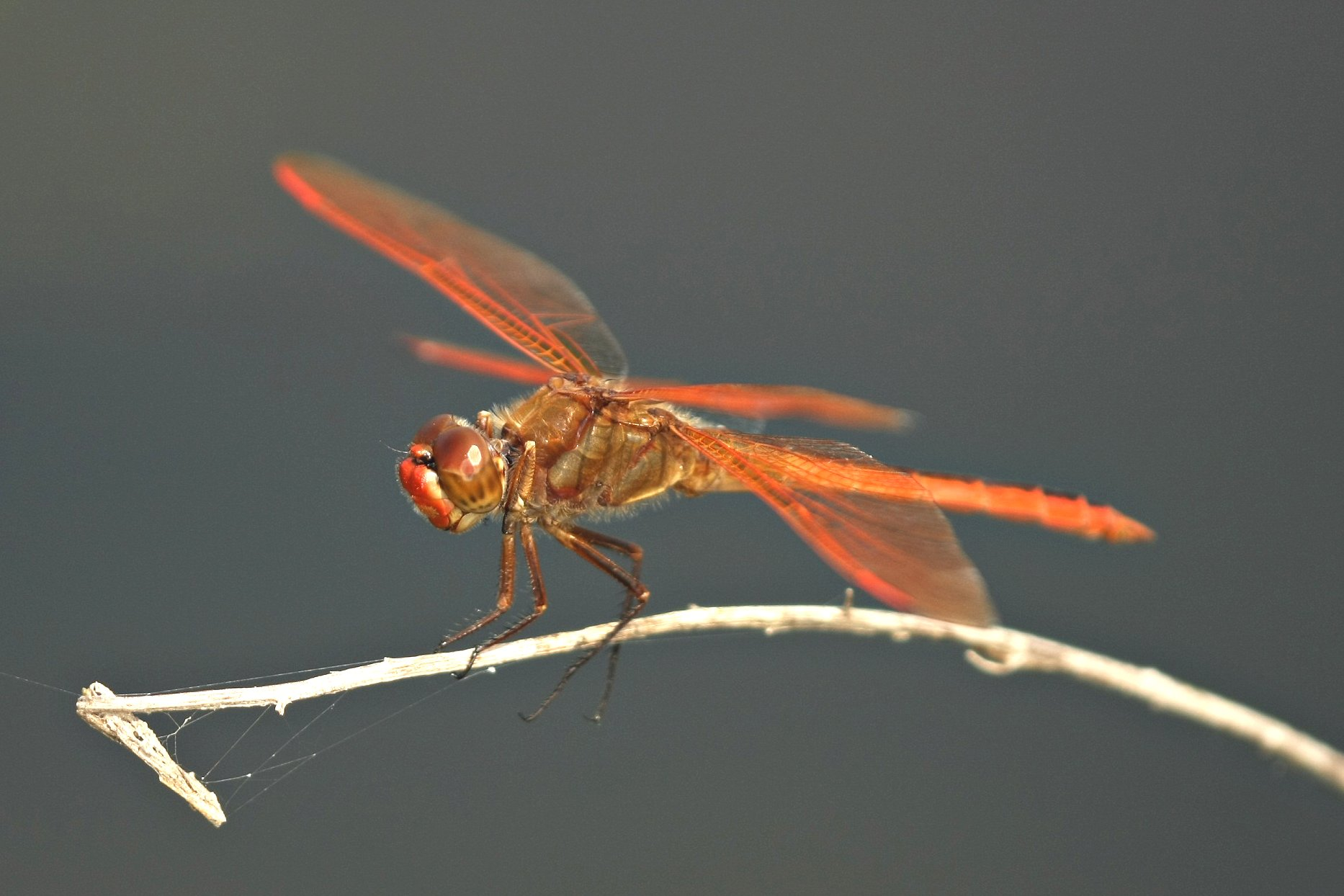
Libellula auripennis
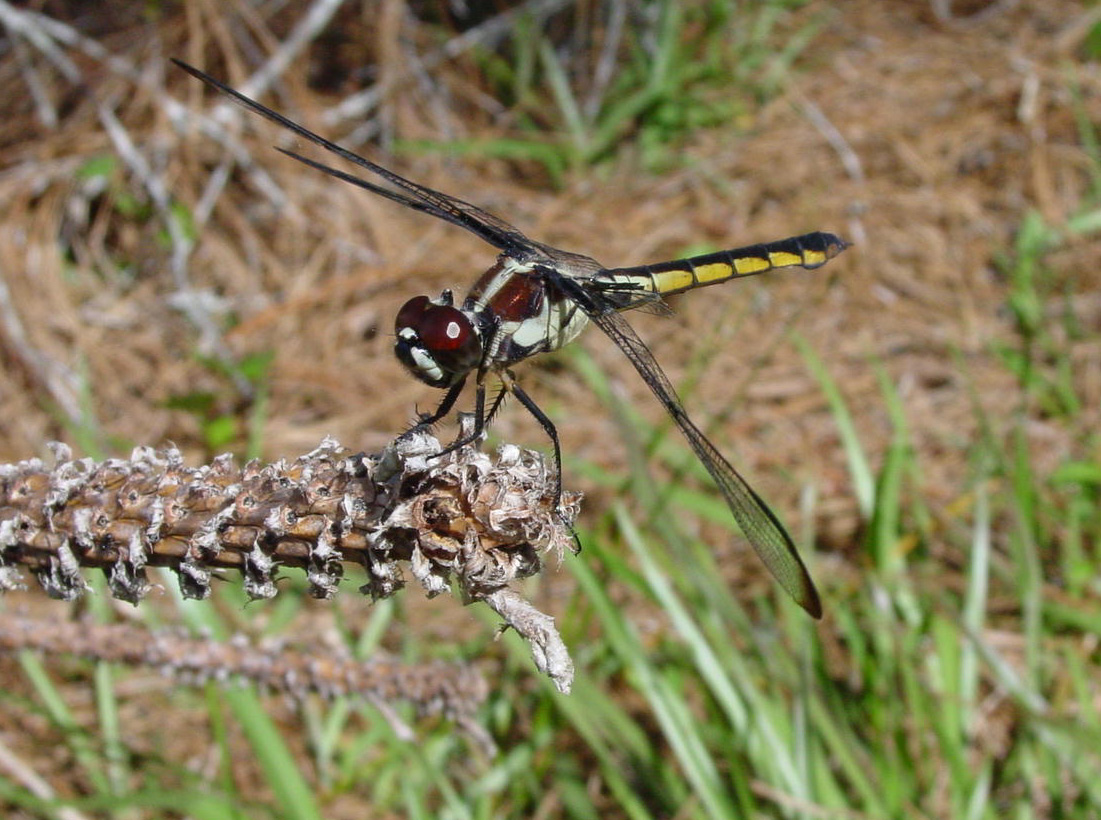
Libellula axilena
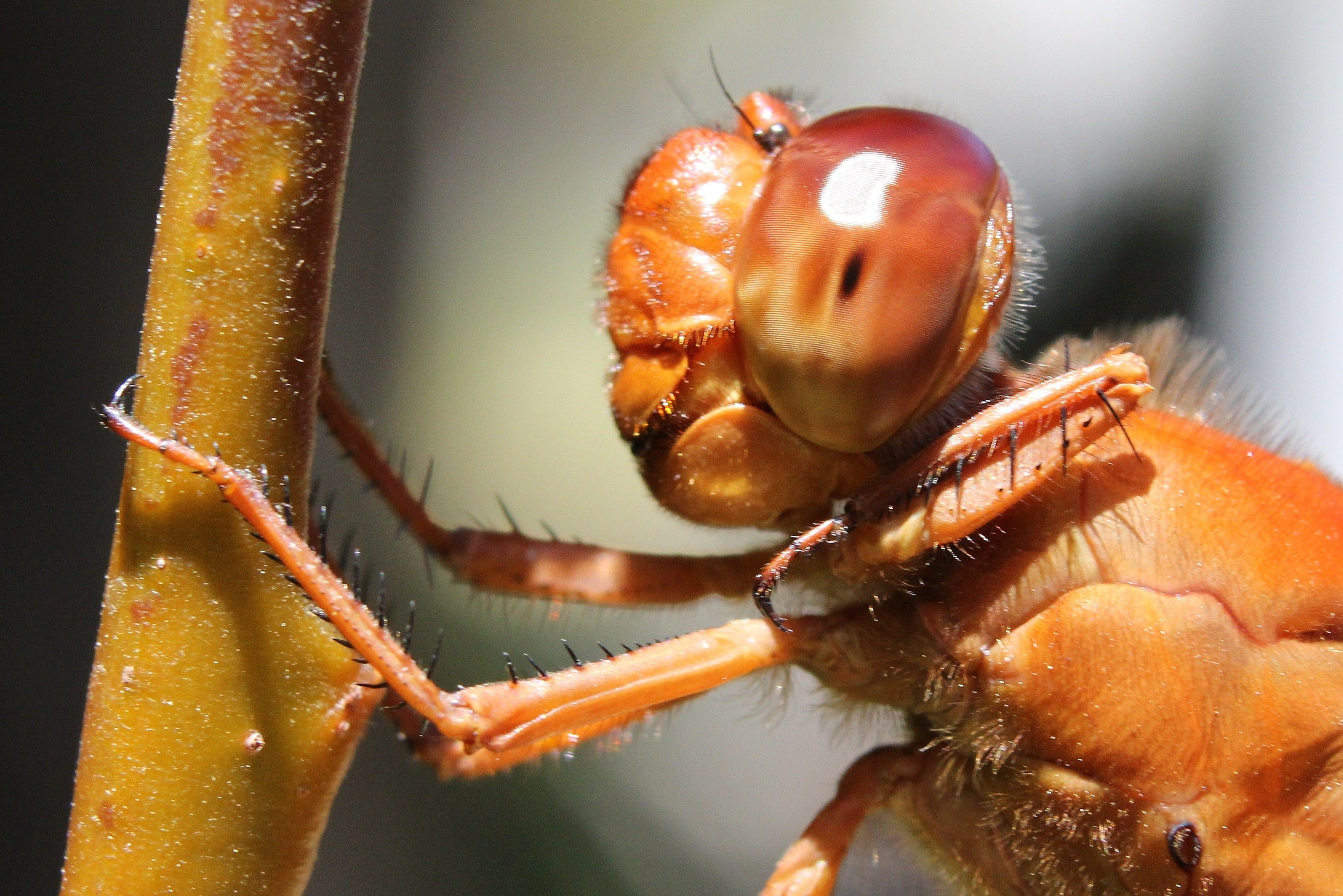
Libellula croceipennis
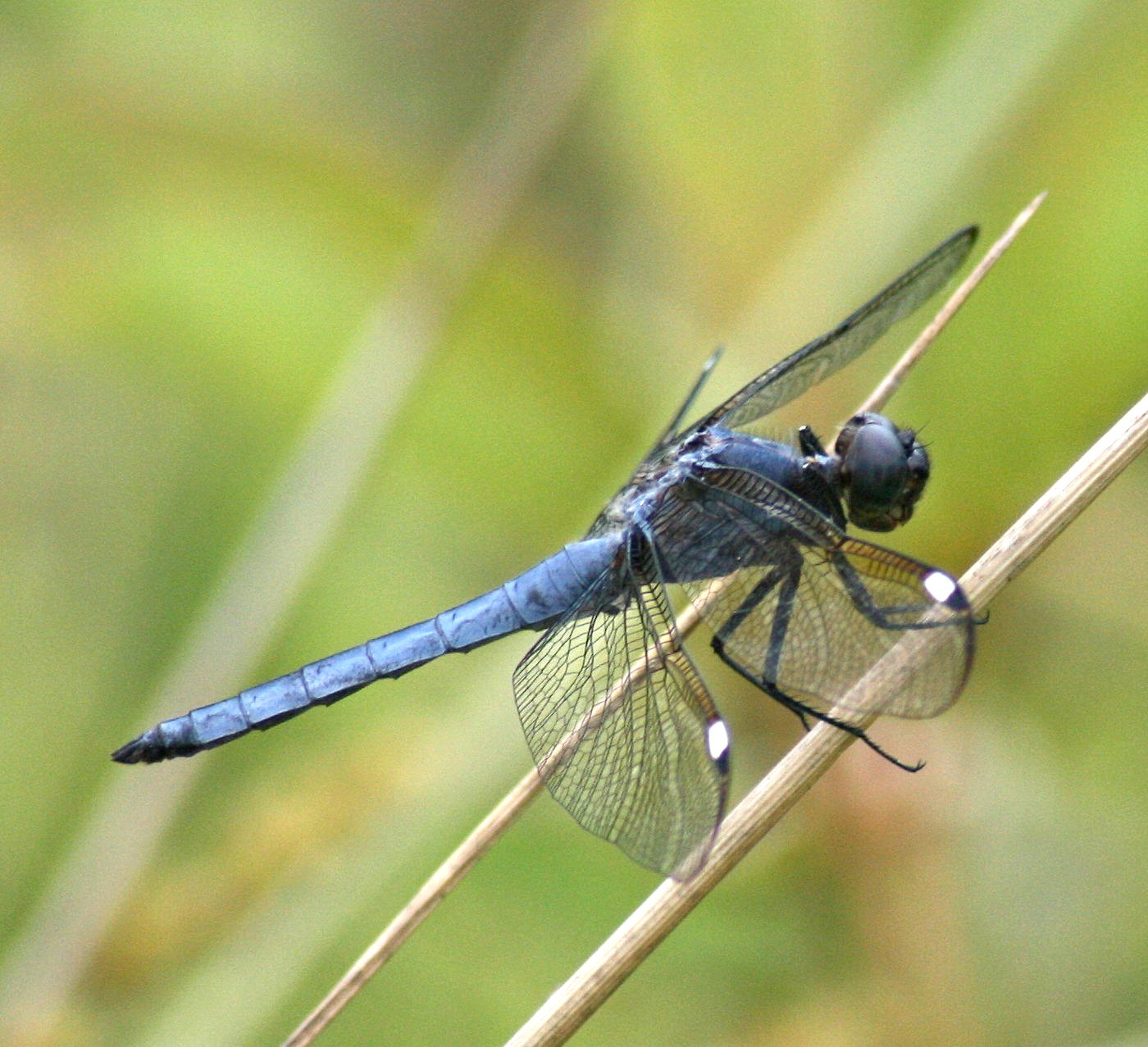
Libellula cyanea
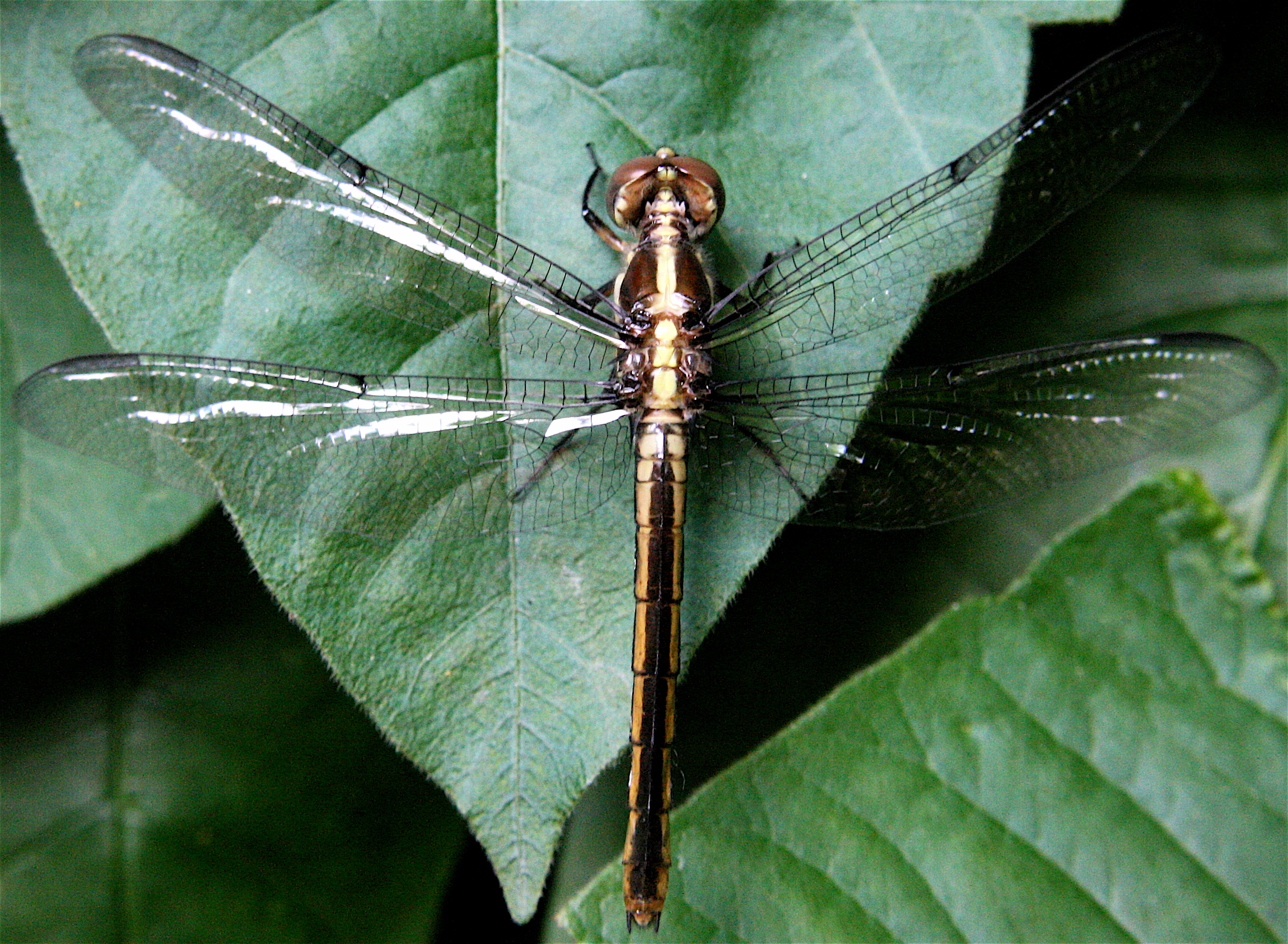
Libellula flavida
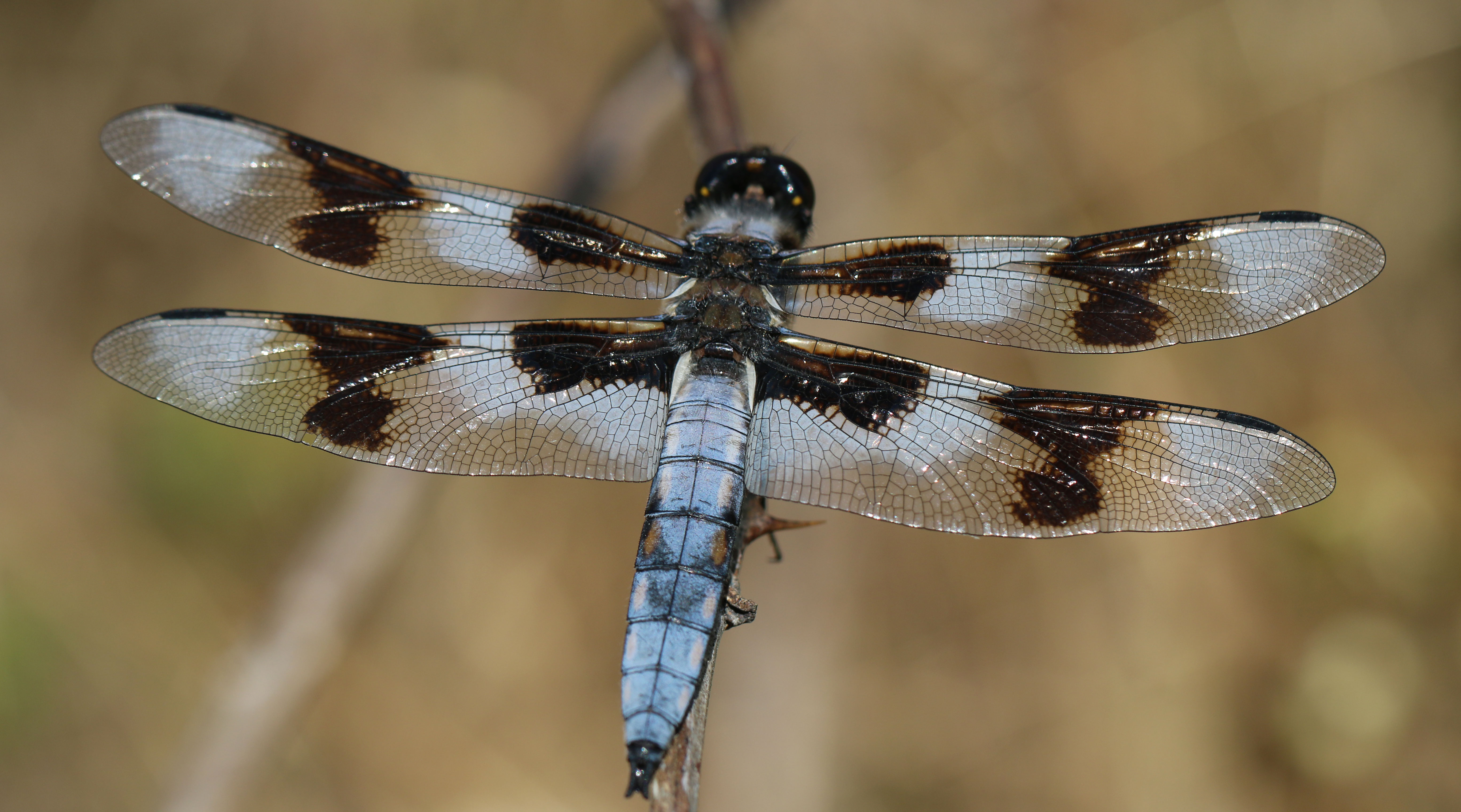
Libellula forensis
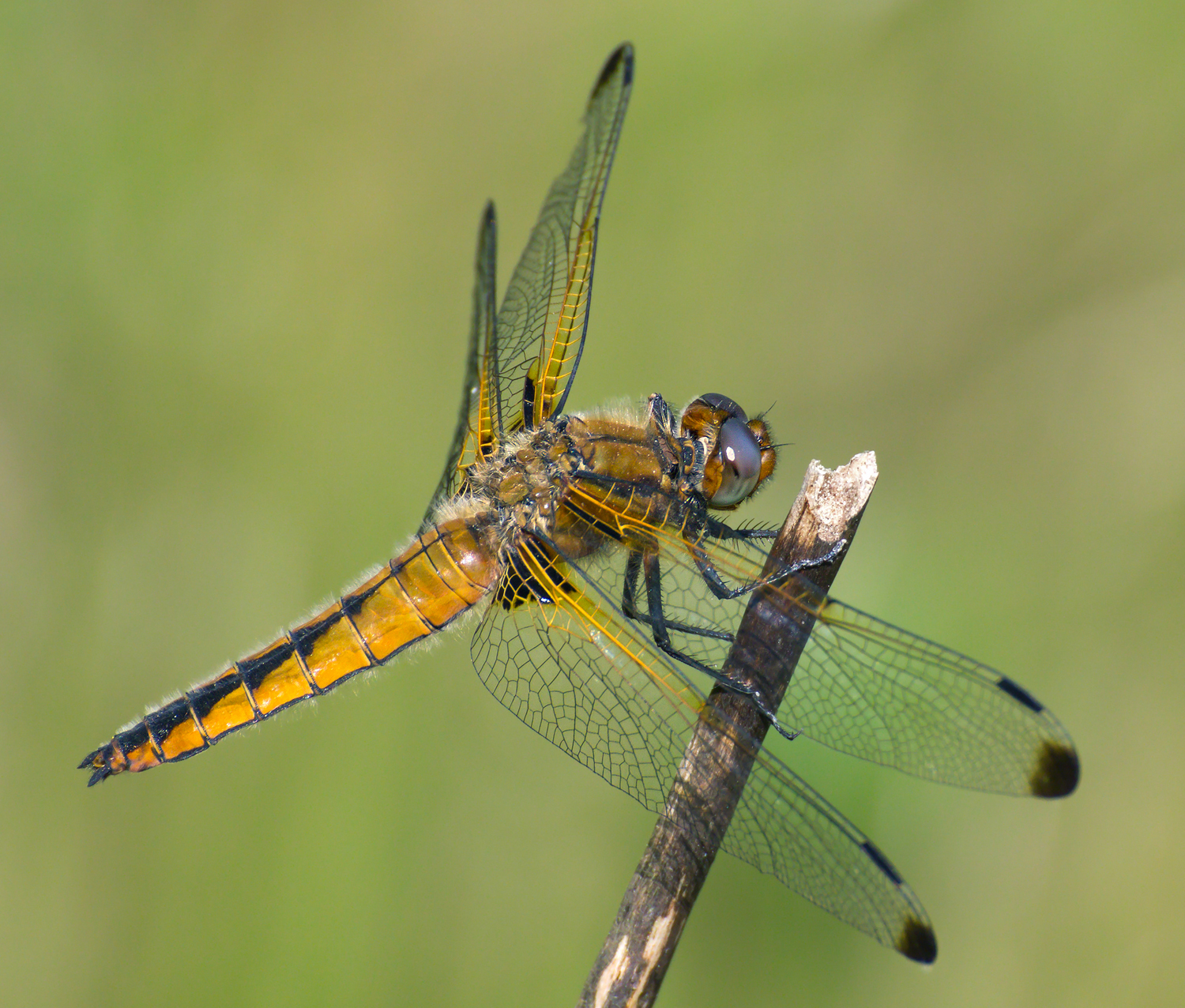
Libellula fulva
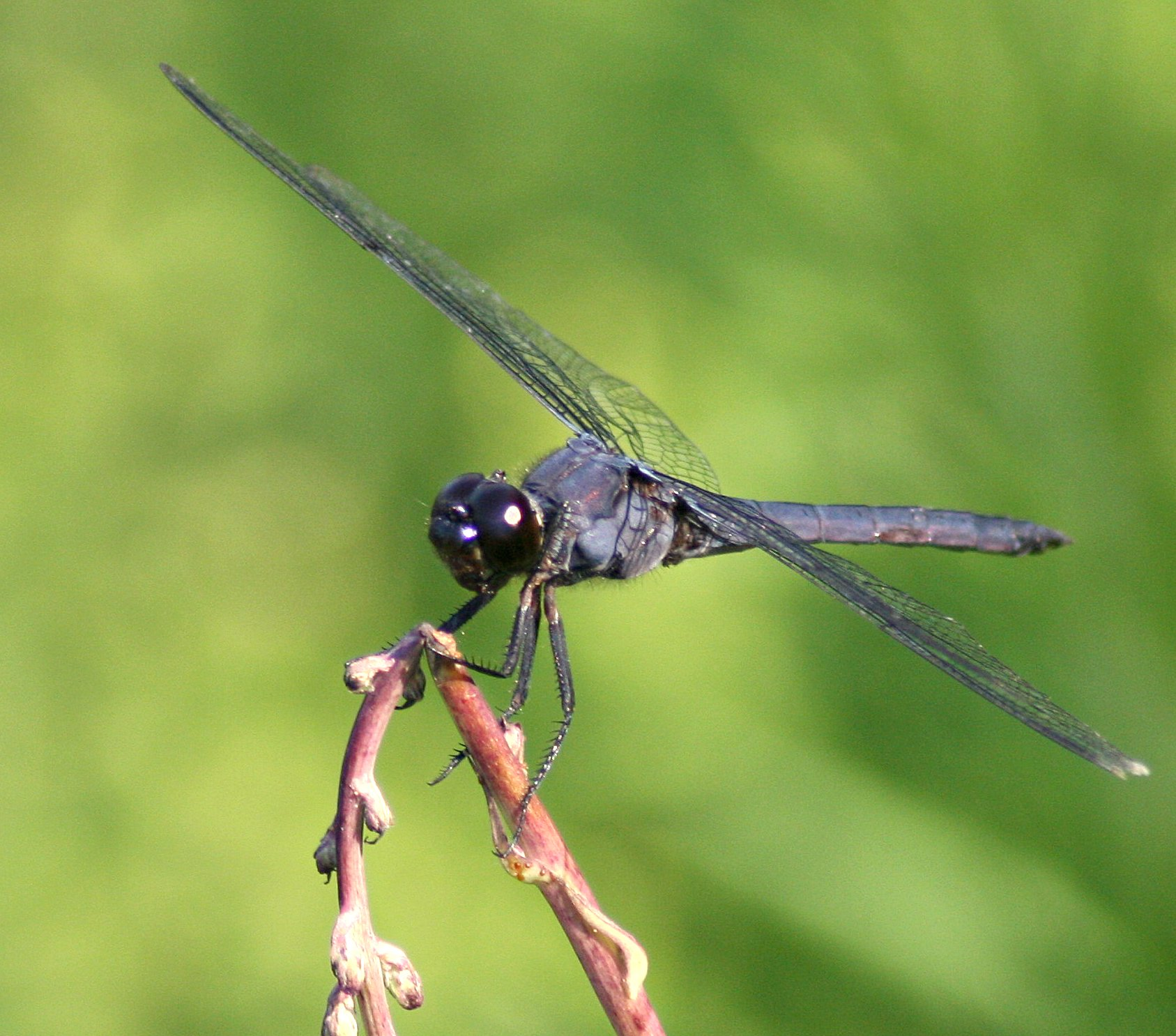
Libellula incesta
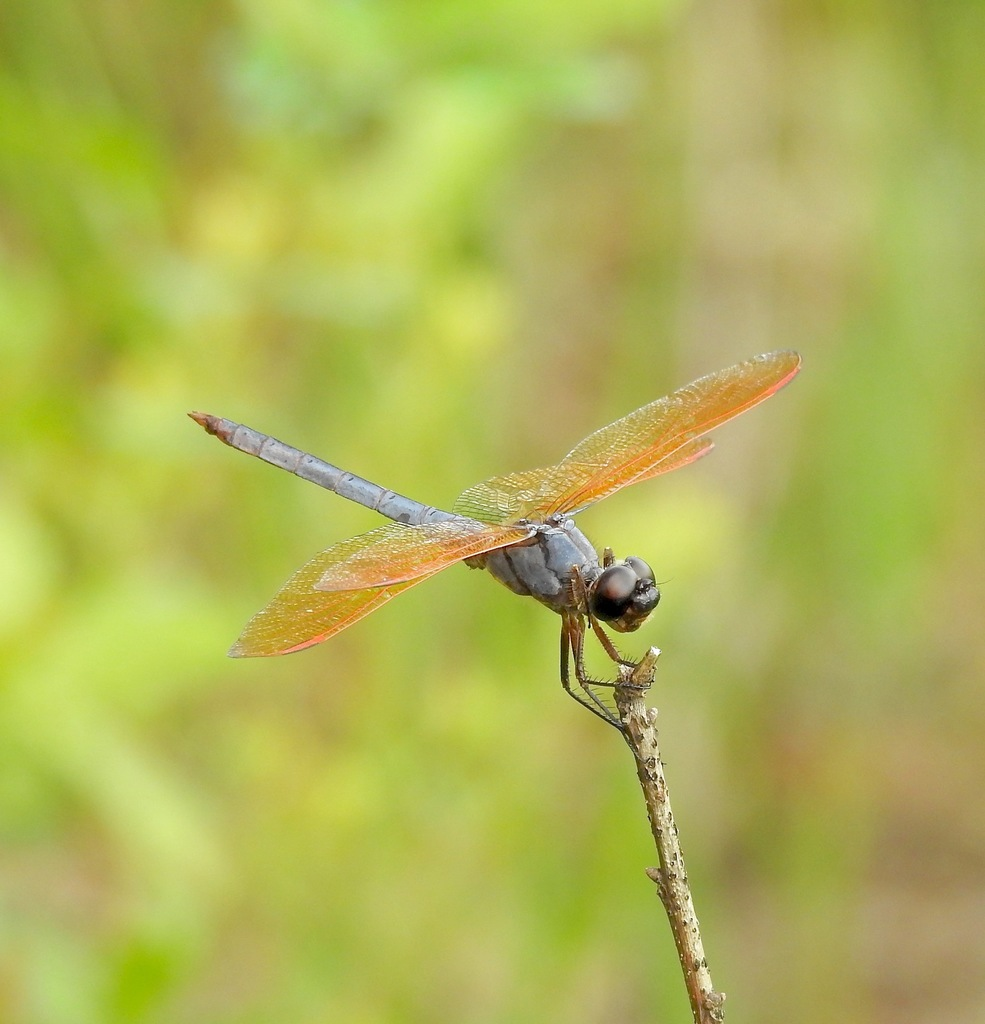
Libellula jesseana
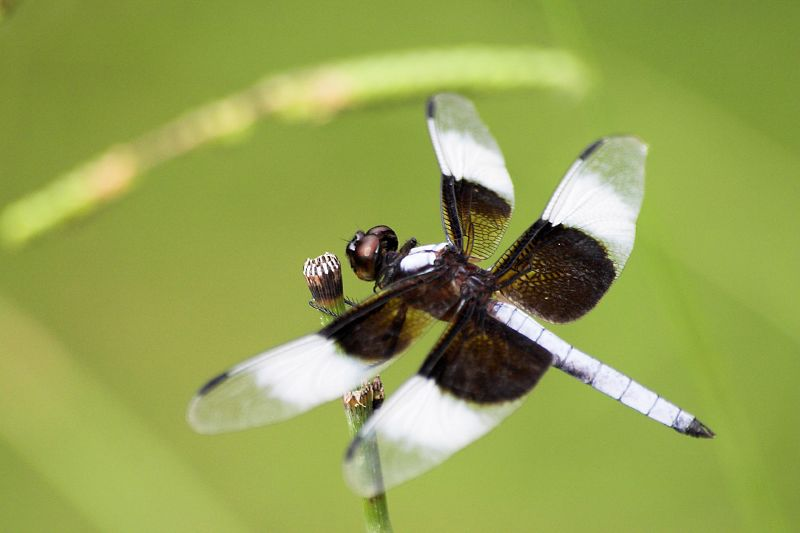
Libellula luctuosa
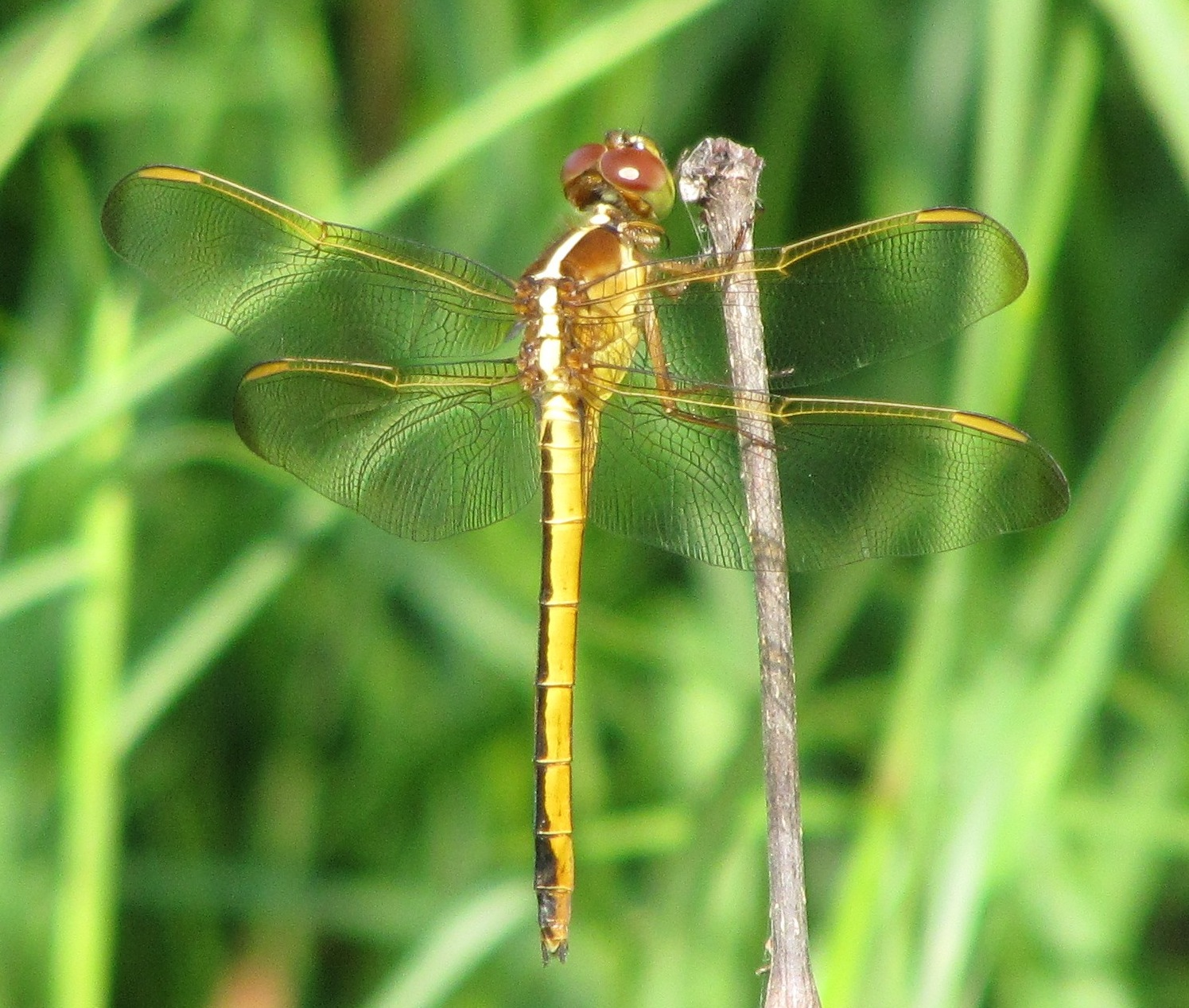
Libellula needhami
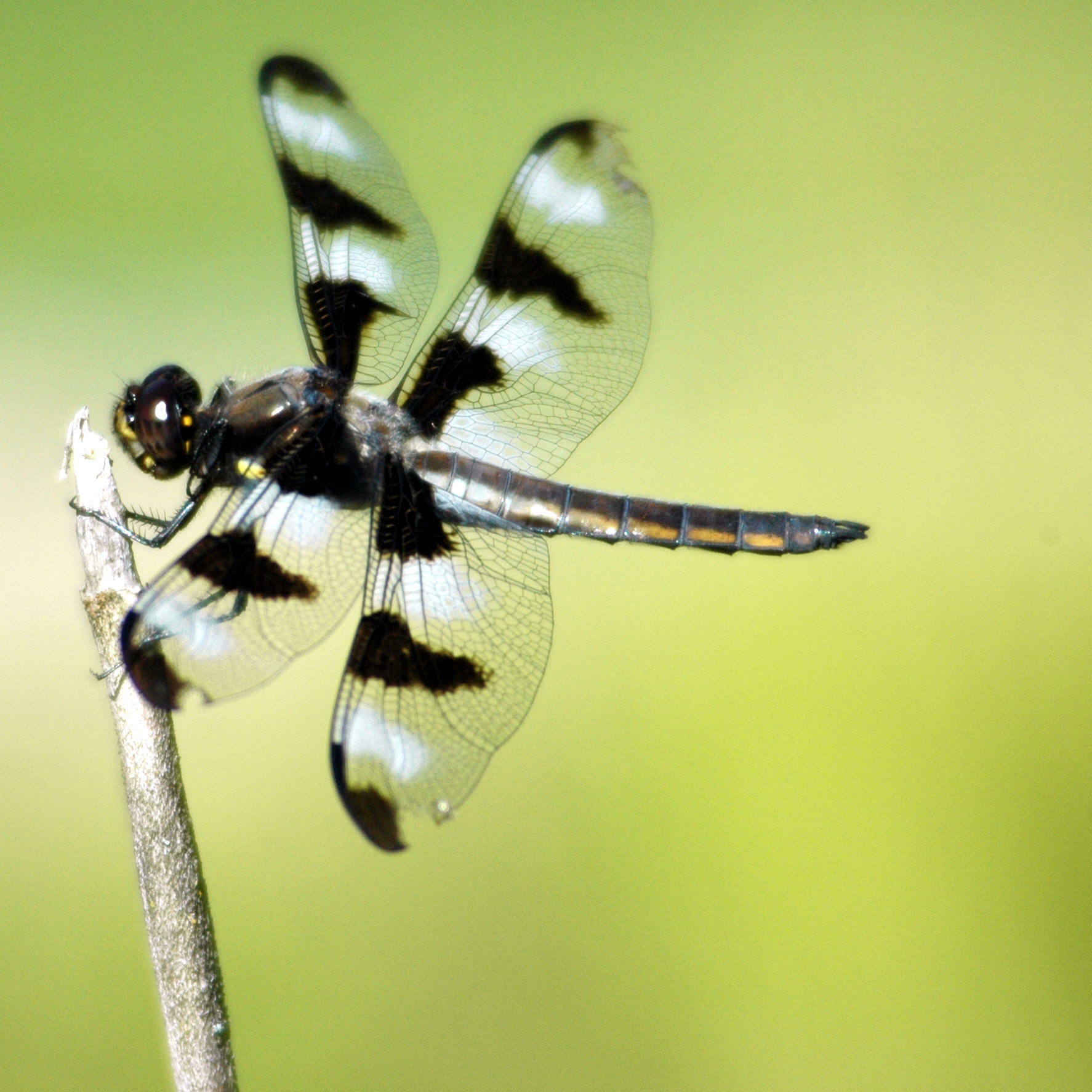
Libellula pulchella
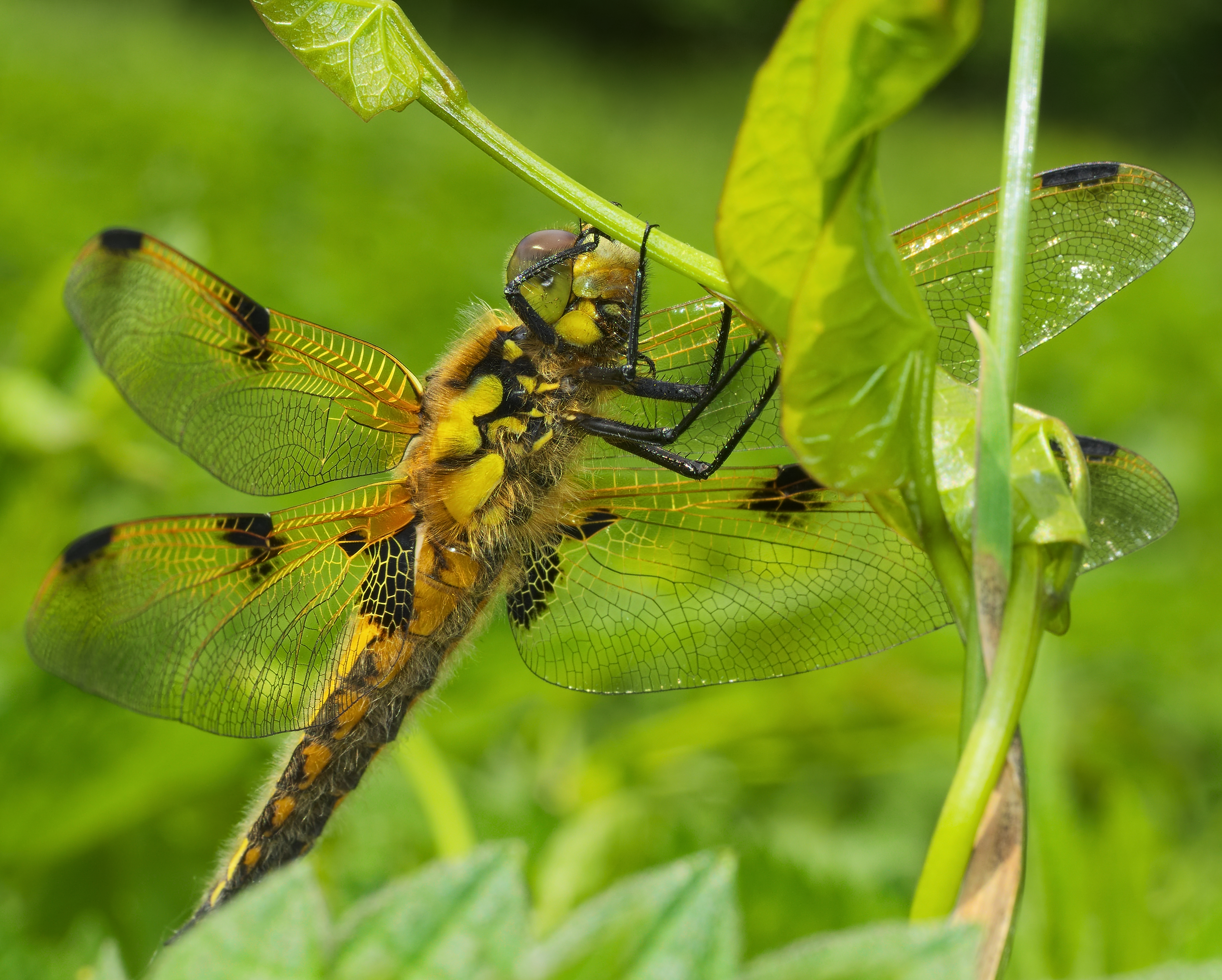
Libellula_quadrimaculata
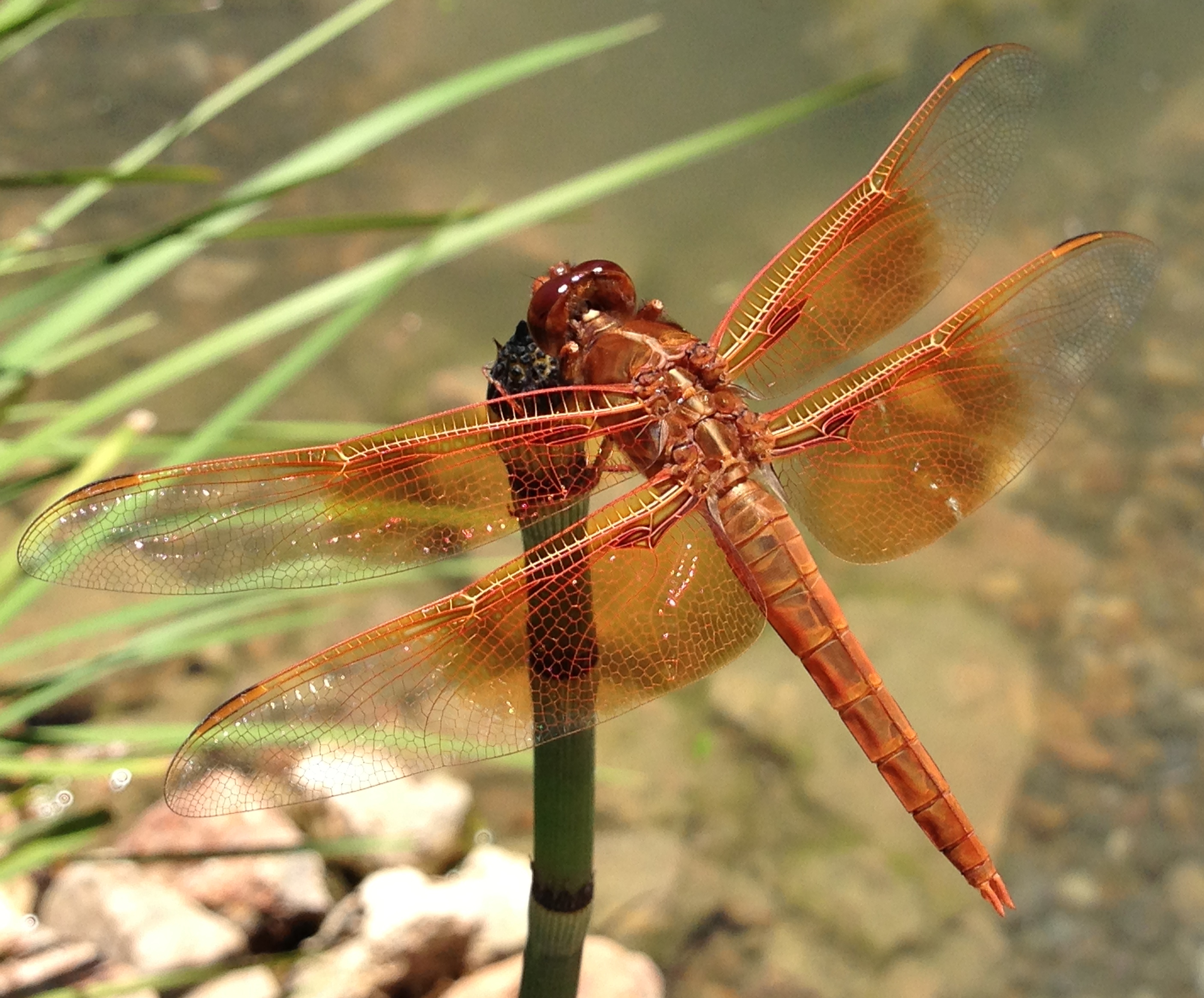
Libellula saturata
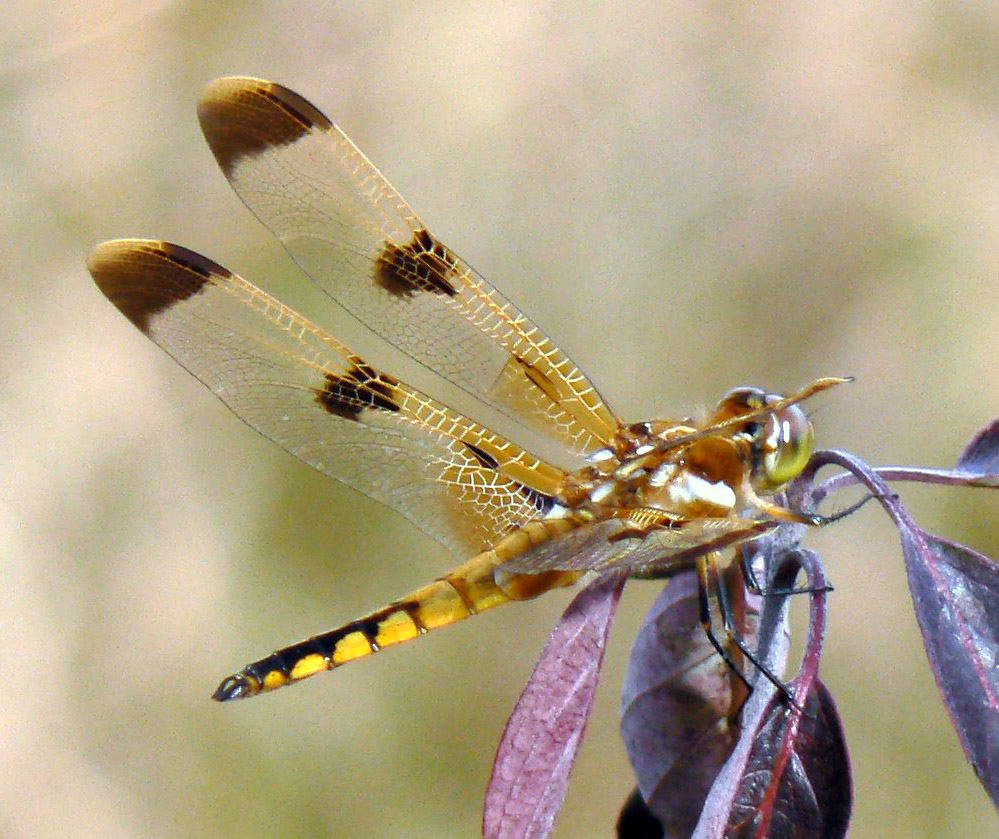
Libellula semifasciata
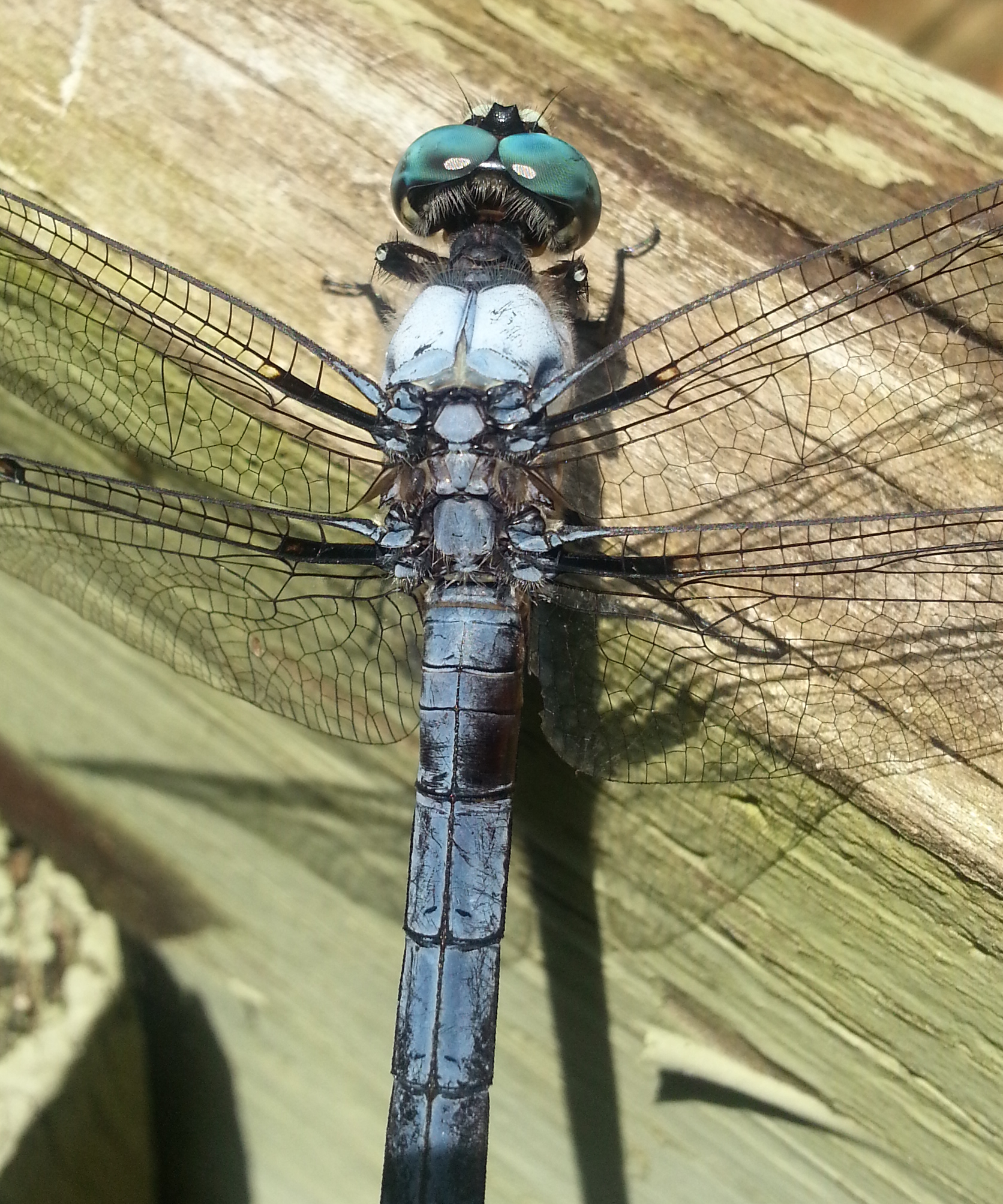
Libellula vibrans